# BLLF Sweden
BLLF Sweden (Bonded Labour Liberation Front Sweden - Front mot slaveri) var en svensk förening och frivilligorganisation som startades 1991 och verkar för att avskaffa slaveri och barnarbete, och för alla barns rätt till utbildning. Den senaste årsredovisningen publicerades 2021 och föreningen hade då ca 300 medlemmar.
BLLF Sweden samarbetade med BLLF Societies i Pakistan, som bedriver arbete mot barnarbete och slaveri. Samarbetet handlade bland annat om ekonomiskt och pedagogiskt stöd till utbildning av vuxna och barn, som lever i samhällen, där slaveri förekommer. BLLF Sweden engagerade sig även i stödaktioner vid rättsfall med koppling till slaveri.
Samtliga projekt som BLLF Sweden stödde har ett tydligt genusperspektiv, och flera av dem har fått finansiellt stöd från Sida genom Forum Syd.
I Sverige drev BLLF Sweden opinionsarbete och spred information om nutida slaveri samt om utbildning och facklig kamp som vägar att avskaffa slaveriet.
BLLF Sweden var partipolitiskt och religiöst obunden. Föreningen hade fortfarande år 2025 ett 90-konto, vilket innebär att all insamling av medel kontrolleras av Svensk insamlingskontroll. Föreningen var medlem av Forum Syd och Anti Slavery International.